# جيمي ريد (سياسي بريطاني)
جيمي ريد (بالإنجليزية: Jimmy Reid)‏ هو نقابي وصحفي وسياسي بريطاني، ولد في 9 يوليو 1932 في المملكة المتحدة، وتوفي في 10 أغسطس 2010 في غرينوك في المملكة المتحدة. حزبياً، نشط في حزب العمال والحزب القومي الاسكتلندي.